# Саут Гејт Риџ (Флорида)
Саут Гејт Риџ (енгл. South Gate Ridge) насељено је место без административног статуса у америчкој савезној држави Флорида.

## Демографија
По попису из 2010. године број становника је 5.688, што је 33 (0,6%) становника више него 2000. године.
| Група             | 2000.         | 2010.         |
| Белци             | 5.155 (91,2%) | 4.649 (81,7%) |
| Афроамериканци    | 43 (0,8%)     | 136 (2,4%)    |
| Азијати           | 100 (1,8%)    | 95 (1,7%)     |
| Хиспаноамериканци | 295 (5,2%)    | 678 (11,9%)   |
| Укупно            | 5.655         | 5.688         |